# Qi (бездротовий зарядний пристрій)
Qi (Чі; МФА: /tʃiː/; з китайського слова qi (ці); традиційна китайська: 氣) — відкритий стандарт бездротового (індуктивного) заряджання, розроблений Wireless Power Consortium. Він дозволяє сумісним пристроям, таким як смартфони, заряджатися, якщо їх поставити на зарядний пристрій зі стандартом Qi, що працює на відстані до 4 см (1,6 дюйма). Пристрої, які реалізують додатковий профіль Magnetic Power Profile для магнітного кріплення та вирівнювання, можуть бути позначені як Qi2 (Чі два).
Стандарт Qi застосовується в мобільних пристроях таких виробників, як Apple, ASUS, Google, HMD, Huawei, Motorola Mobility, Samsung, Xiaomi та Sony.

## Впровадження
З набуттям популярності стандарт Qi очікує поширення від домашнього застосування до використання в барах, кафе, аеропортах, спортивних аренах, громадському та приватному засобах пересування.

## Огляд системи
Передача енергії базується на принципі електромагнітної індукції між пласкими котушками передавача і приймача.
Система складається з двох компонентів:
- Базова станція — ініціює процес і передає енергію у вигляді коливань магнітного поля через передавальну котушку.
- Мобільний пристрій — відповідає на запити базової станції і приймає енергію через котушку приймача.

В цілому, система схожа на трансформатор струму. Для ефективної передачі електричної енергії, котушка базової станції і приймальна котушка мобільного пристрою мають розташовуватись на невеликій відстані. Зазвичай форма котушок пласка.
Частота змінного струму в системах Qi для низької потужності — 110—205 кГц, та 80-300 кГц — для середньої потужності.
ККД Qi систем може досягати 80 %. Через неточне позиціювання пристроїв або збільшену відстань між пристроями реальна ефективність ближча до 60 %.

### Розпізнавання небажаних об'єктів (Qi foreign object detection)
Поряд з базовою станцією Qi можуть опинитися предмети з низьким опором електричному струму (наприклад металеві побутові речі), що в залежності від розташування, характеристик об'єкта, потужності базової станції, може привести до небажаного нагрівання через електромагнітну індукцію, наведену в предметі. Базові станції обладнують функцією виявлення таких об'єктів та відповідного зменшення/припинення передачі енергії.

## Обмін даними між пристроями
Комунікаційний протокол між частинами Qi системи бездротовий, швидкість 2 біт/с. Використовується амплітудна модуляція, на двох рівнях, фактично сигнал бінарний: 0 або 1.
Базова станція модулює потужність в передавальній котушці, мобільний пристрій здійснює передачу даних за рахунок змін у відборі потужності в приймальній котушці.
В результаті обміну даними частини системи розпізнають початок/завершення процесу передачі енергії (заряджання), регулюють потужність, обирають оптимальну резонансну частоту.
Список пристроїв обладнаних Qi-приймачами
| Виробник | Назва моделі  | Базова функція | Примітки                       |
| -------- | ------------- | -------------- | ------------------------------ |
| Apple    | iPhone X      | так            |                                |
| Samsung  | Galaxy S3     | ні             | потребує заміни задньої панелі |
| Samsung  | Galaxy Note 2 | ні             | потребує заміни задньої панелі |
| Samsung  | Galaxy S4     | ні             | потребує заміни задньої панелі |
| Samsung  | Galaxy Note 3 | ні             | потребує заміни задньої панелі |
| Google   | Nexus 4       | так            |                                |
| Google   | Nexus 5       | так            |                                |